# Obersoultzbach
Obersoultzbach es una localidad y comuna francesa, situada en el departamento de Bajo Rin en la región de Alsacia.

## Demografía
| 334 | 348 | 359 | 355 | 378 | 398 |
| Para los censos de 1962 a 1999 la población legal corresponde a la población sin duplicidades (Fuente: INSEE [Consultar]) |     |     |     |     |     |